# Anthonis van den Wijngaerde
Anthonis van den Wijngaerde, ook Antonio de Bruxelas, Antoin de la Vigne of Antonio de las Viñas genoemd (mogelijk Antwerpen, ca. 1525 – Madrid, 1571) was een Zuid-Nederlands tekenaar, bekend om zijn panoramische stadsgezichten.

## Levensloop
Hij werd vermoedelijk geboren in Antwerpen. Zijn vader was mogelijk ook kunstenaar, want van 1510 tot 1522 wordt een Anton van den Wyngaerde genoemd als lid van de Antwerpse schildersgilde. Hij was vernieuwend in zijn grootschalige perspectieftekeningen, waarvan de nauwkeurigheid dankbaar benut wordt in de historische geografie. Beroemd is zijn Zelandiae descriptio (ca. 1550): een groot panorama van Walcheren op 23 bladen (samen 10,25 x 0,43 m), uitgevoerd met pen en waterverf. In de jaren 1552 en 1553 maakte hij enkele gezichten op Rome, Genua, Napels en Ancona. Later trad hij in dienst van Filips II van Spanje en nam deel aan de Spaanse veldtochten in Noord-Frankrijk in 1557. In de jaren 1558-1559 – en waarschijnlijk ook daarna – bezocht hij Engeland, waar hij onder meer panorama's maakte van Londen. Omstreeks 1561-1562 vertrok hij naar Spanje, waar hij in opdracht van koning Filips II alle belangrijke Spaanse steden op papier zette. Hij overleed tien jaar later in Madrid.

## Stadsplannen
- Dordrecht (1544)
- 's-Hertogenbosch (ca. 1544)
- Gezicht in vogelvlucht op Amsterdam (1551-1560)
- Utrecht (1554–58)
- Sluis (1557–58)
- Brussel (1558)